# Janovičky (Zámrsk)

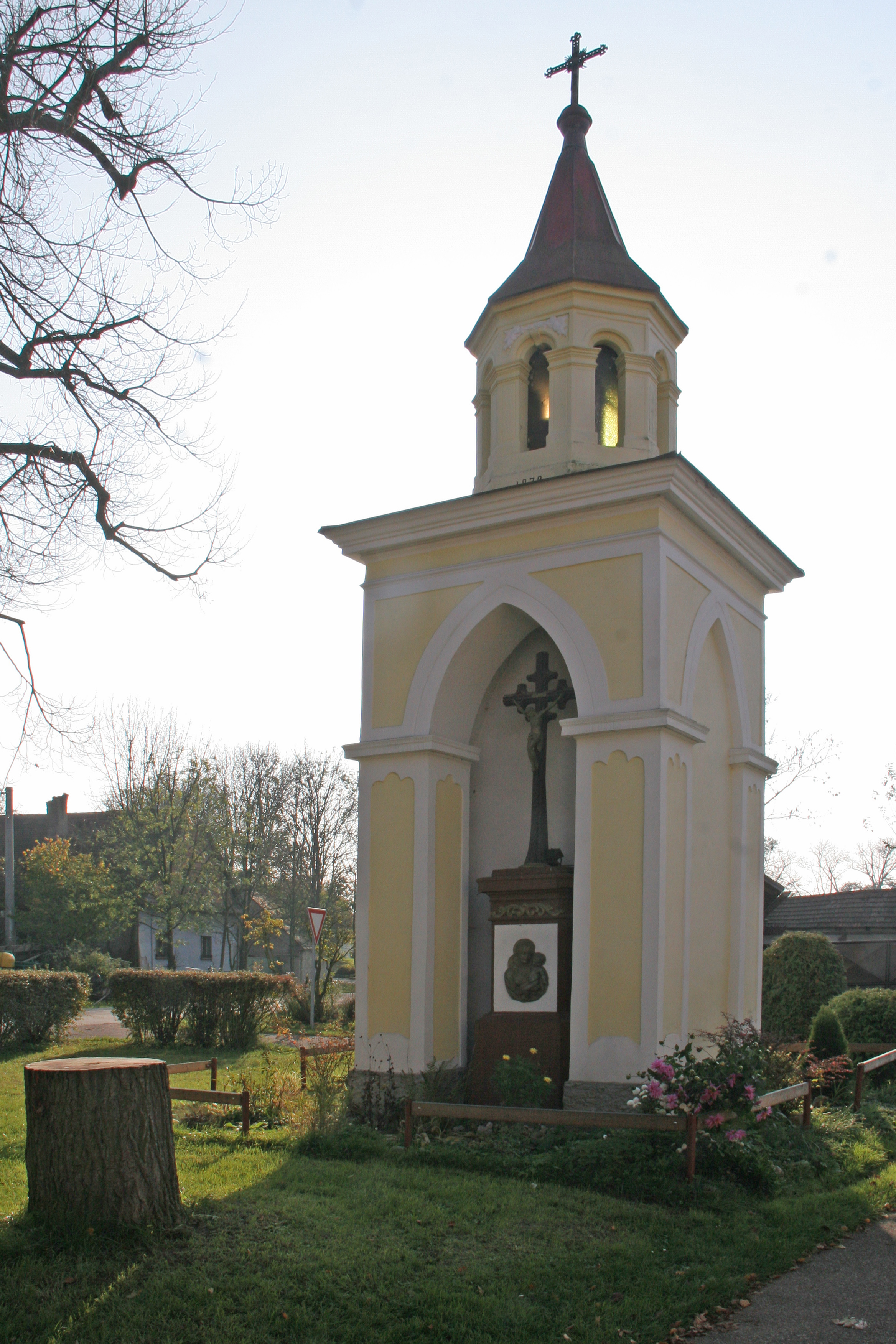
Marienkapelle

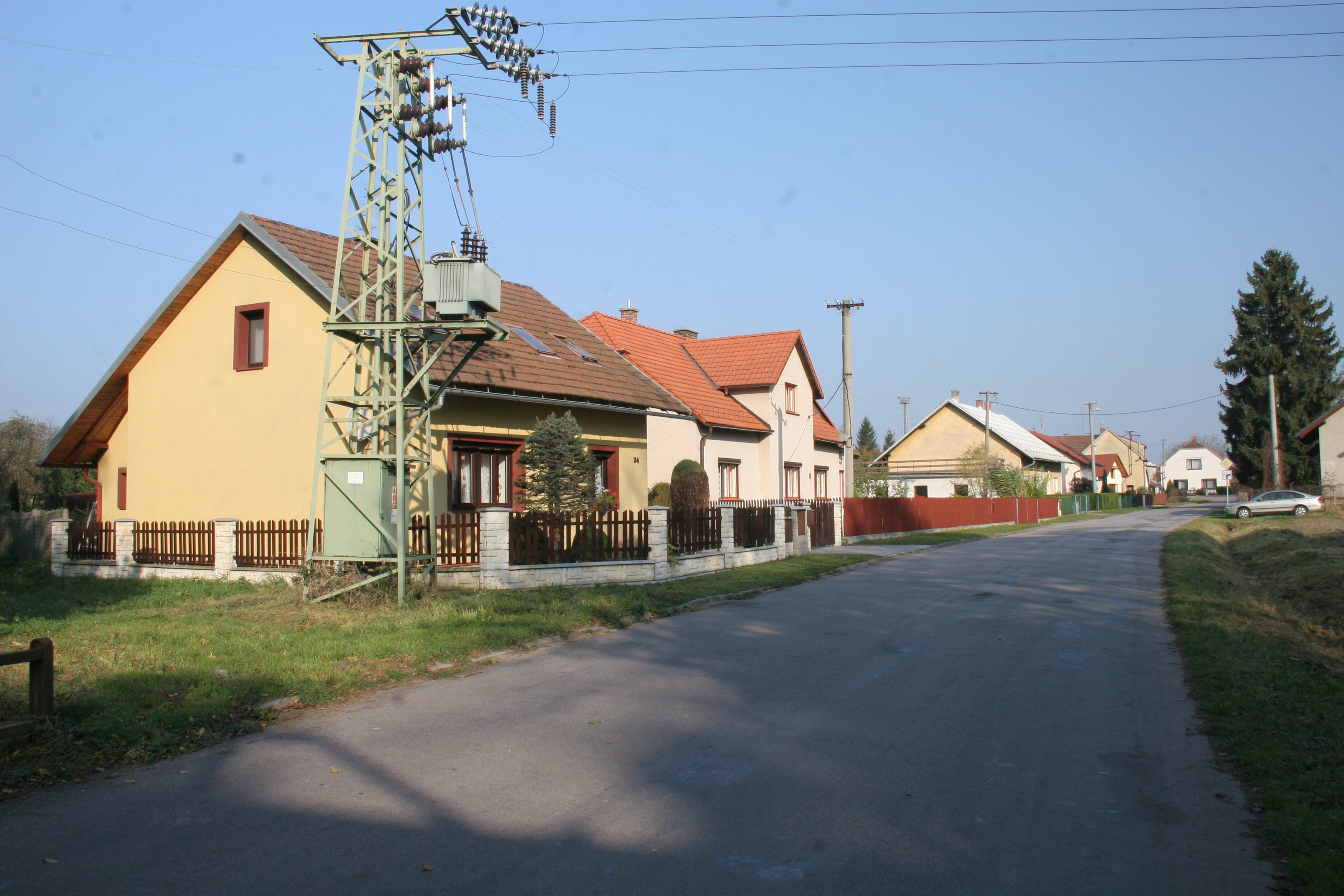
Straße in der Bahnhofsiedlung

Janovičky (deutsch Janowitz, auch Janowitschek) ist ein Ortsteil der Gemeinde Zámrsk in Tschechien. Er liegt sechs Kilometer nordwestlich von Vysoké Mýto und gehört zum Okres Ústí nad Orlicí.

## Geographie
Der Rundling Janovičky befindet sich am linken Ufer der Loučná auf der Choceňská tabule (Chotzener Tafel). Südlich erheben sich der Kamenec (337 m n.m.) und die Homole (304 m n.m.). Nördlich des Dorfes verläuft die Bahnstrecke Česká Třebová–Praha, im Osten die Staatsstraße I/35 / E 442 zwischen Holice und Vysoké Mýto sowie südlich die I/17 zwischen Hrochův Týnec und Nová Ves. Gegen Südwesten liegt der Teich Malejovák.
Nachbarorte sind Týnišťko im Norden, Rzy im Nordosten, Nádraží Zámrsk im Osten, Zámrsk und Nová Ves im Südosten, Svatý Mikuláš im Süden, Malejov und Stradouň im Südwesten, Radhošť im Westen sowie Žíka, Franclina und Bory im Nordwesten.

## Geschichte
Die erste schriftliche Erwähnung von Janovičky erfolgte im Jahre 1244. Seit dem 16. Jahrhundert gehörte das Dorf zur Herrschaft Chroustovice. Besitzer waren die Herren Slavata von Chlum und Koschumberg; später der Choltitzer Familienzweig der Herren von von Gersdorff, dessen Güter nach der Schlacht am Weißen Berg konfisziert wurden. Ab 1671 gehörte die Herrschaft Chroustovice den Grafen Kolowrat-Liebsteinsky; Franz Karl Kolowrat-Liebsteinsky verkaufte sie 1721 an Hieronymus Graf Capece Marchese de Rofrano. Dessen Tochter Maria Theresia Capece heiratete 1735 Leopold Ferdinand Johann Graf Kinsky; 1778 erbte ihr Sohn Philipp Graf Kinsky die Herrschaft. 1823 verkaufte Kinsky die Allodialherrschaft Chraustowitz mit 23 Dörfern an Karl Alexander von Thurn und Taxis.
Im Jahre 1835 bestand das im Chrudimer Kreis gelegene Dorf Janowitz, auch Janowitschek bzw. Janowičky genannt, aus 23 Häusern, in denen 110 Personen, darunter eine jüdische Familie, lebten. Zu Janowitz konskribiert waren der einschichtige Meierhof Malegow (Malejov) und eine Mühle. An dem mit Obstbäumen bepflanzten Berg Homile (Homole) wurde ein Steinbruch betrieben. Pfarrort war Wratzlaw. Bis zur Mitte des 19. Jahrhunderts blieb das Dorf der Allodialherrschaft Chraustowitz untertänig.
Nach der Aufhebung der Patrimonialherrschaften bildete Janovičky ab 1849 einen Ortsteil der Gemeinde Týnišťko im Gerichtsbezirk Hohenmauth. Ab 1868 gehörte das Dorf zum politischen Bezirk Hohenmauth. 1869 hatte Janovičky 211 Einwohner und bestand aus 29 Häusern. Das Dorf löste sich in den 1870er Jahren von Týnišťko los und bildete eine eigene Gemeinde. Im Jahre 1900 lebten in Janovičky 158 Menschen, 1910 waren es 167. Zu Beginn des 20. Jahrhunderts entstand östlich am Bahnhof Zámrsk die Bahnhofsiedlung, deren westlicher Teil auf der Gemarkung von Janovičky liegt. Im Jahre 1930 hatte die Gemeinde 192 Einwohner. 1960 wurde Janovičky dem Okres Ústí nad Orlicí zugeordnet. Am 1. Januar 1962 erfolgte die Eingemeindung nach Zámrsk. Beim Zensus von 2001 lebten in den 42 Häusern von Janovičky 117 Personen.

## Ortsgliederung
Der Ortsteil Janovičky besteht aus den Grundsiedlungseinheiten Janovičky und Nádraží Zámrsk-západ. Zu Janovičky gehört zudem die Einschicht Malejov (Malejow).
Der Ortsteil bildet den Katastralbezirk Janovičky u Zámrsku.

## Sehenswürdigkeiten
- Neogotische Kapelle der Jungfrau Maria auf dem Dorfplatz, erbaut 1864
- Speicher des Gehöftes Nr. 18